# Wally Daan Football Club
Ne doit pas être confondu avec Wallidan Football Club.
Actualités
Wally Daan Football Club est un club de football sénégalais basé à Thiès. Il a été cree en 2006.

## Histoire
Wally Daan Football Club est issue de la ville de Thiès, Une ville passionnée par le football. Il réalise, Une ascension fulgurante.
Après avoir été finaliste de la National 1, Le Wally Daan FC est promu en Ligue 2 en 2021.
Après trois saisons en deuxième division sénégalaise de football, le Wally Daan FC est champion de la Ligue 2 en 2024, et auront pour la première fois la chance de jouer en Ligue 1 depuis sa création.
Le Wally Daan FC est couronné vainqueur de la coupe de la ligue sénégalaise pour la saison 2025 après un maintien assuré en Ligue 1,.

## Palmarès
- Ligue 2
  - Champion : 2024

- National 1
  - Finaliste : 2021

- Coupe de la Ligue sénégalaise
  - Vainqueur : 2025